# Snoqualmie Pass
Der Snoqualmie Pass (919 m hoch) ist ein Gebirgspass und führt die Interstate 90 (I-90) über die Kaskadenkette im US-Bundesstaat Washington. Auf der Passhöhe befindet sich die Grenze zwischen den Countys Kittitas und King.
Der Snoqualmie Pass hat die geringste Passhöhe unter den Ost-West-Routen durch den Staat Washington, die das ganze Jahr über offengehalten werden; die anderen sind der Stevens Pass (U.S. Highway 2) im Norden und der White Pass (U.S. Highway 12) im Süden. Die I-90 ist die Haupt-Verkehrsader zwischen Seattle und den östlich gelegenen Städten und wird täglich von durchschnittlich 29.000 Fahrzeugen genutzt. Die I-90 ist der einzige mehrspurige Highway durch den Staat in Ost-West-Richtung.
Der Pass gibt seinen Namen einem census-designated place (CDP), der auf der Passhöhe liegt (siehe: Snoqualmie Pass (Washington)). Sowohl der CDP als auch der Pass sind nach dem Volk der Snoqualmie aus dem westlich gelegenen Snoqualmie Valley benannt.

## Klima
In der Region, in welcher der Snoqualmie Pass durch die Kaskadenkette verläuft, herrscht ein Mikroklima, das durch beträchtliche Niederschläge und zeitweise für die Reisenden gefährliche Bedingungen charakterisiert ist. Der durchschnittliche jährliche Niederschlag beträgt mehr als 2.500 mm; jährlich fallen im Durchschnitt mehr als zehn Meter Schnee. Die Anzahl der Tage mit messbarem Niederschlag beträgt mehr als 170.
|                        | Jan    | Feb    | Mär    | Apr    | Mai   | Jun   | Jul   | Aug   | Sep    | Okt    | Nov    | Dez    |   |          |
| Mittl. Temperatur (°C) | −2,97  | −1,00  | 1,14   | 4,14   | 7,36  | 10,81 | 14,42 | 14,17 | 11,39  | 6,89   | 1,14   | −1,89  | ⌀ | 5,5      |
| Mittl. Tagesmax. (°C)  | 13,33  | 16,11  | 19,44  | 27,22  | 28,89 | 34,44 | 38,33 | 38,33 | 38,33  | 31,11  | 18,33  | 11,67  | ⌀ | 26,3     |
| Mittl. Tagesmin. (°C)  | −27,22 | −26,11 | −17,78 | −13,89 | −6,11 | −2,78 | −0,56 | −2,78 | −5,56  | −11,67 | −17,78 | −28,33 | ⌀ | −13,3    |
|                        |        |        |        |        |       |       |       |       |        |        |        |        |   |          |
| Niederschlag (mm)      | 398,53 | 302,01 | 270,51 | 152,15 | 98,30 | 95,00 | 35,05 | 56,64 | 114,55 | 236,73 | 345,19 | 436,12 | Σ | 2.540,78 |
|                        |        |        |        |        |       |       |       |       |        |        |        |        |   |          |
| Regentage (d)          | 18     | 14     | 16     | 14     | 12    | 9     | 5     | 4     | 7      | 13     | 18     | 17     | Σ | 147      |

| −27,22 |

| −26,11 |

| −17,78 |

| −13,89 |

| −6,11 |

| −2,78 |

| −0,56 |

| −2,78 |

| −5,56 |

| −11,67 |

| −17,78 |

| −28,33 |

| −27,22 |

| −26,11 |

| −17,78 |

| −13,89 |

| −6,11 |

| −2,78 |

| −0,56 |

| −2,78 |

| −5,56 |

| −11,67 |

| −17,78 |

| −28,33 |

Die schnell wechselnden Bedingungen erfordern spezielle Vorsichtsmaßnahmen, die den Benutzern der I-90 über verkehrsbeeinflussende Signale mitgeteilt werden. Abhängig von den Straßenbedingungen können sie zur Installation von Schneeketten auffordern, was üblicherweise für die großen Trucks aber auch für kleinere Fahrzeuge erfolgt. Flächen zur Installation der Ketten sind entlang der Straße verfügbar. Bei extremen Wetterbedingungen wird der Pass geschlossen.
Ein Schneeschutz-Dach, das 1950 gebaut wurde, als die Straße als US-10 bekannt war, überdeckte damals die westlichen Richtungsfahrbahnen. Es wurde jedoch durch „Lawinenbrücken“ ersetzt, die abseits der Straßenränder aufgebaut wurden und den Rutschungen erlaubten, unter der Straße durchzugehen wie im April 2014. Die Verwendung von Schutzdächern (sehr selten an den Interstates) ist eine Maßnahme, die dem Schnee und den Lawinen nicht standhalten kann.
Das Washington State Department of Transportation betreibt an ausgewählten Punkten Kameras entlang des Passes, welche die Wetterbedingungen aufzeichnen. Einige dieser Kameras können über das Internet aufgerufen werden.

## Tourismus

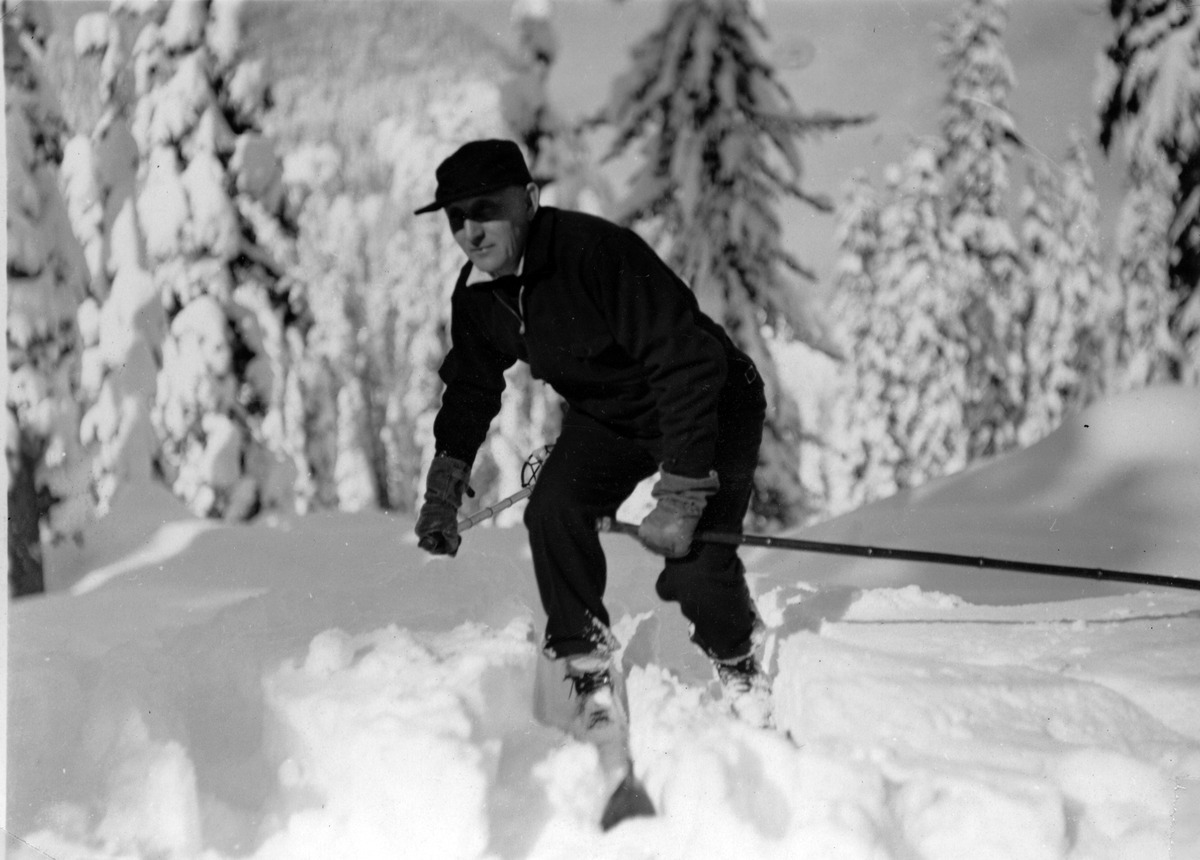
Ben Evans, Direktor der Playfields im Seattle Parks Department, fährt am Snoqualmie Pass Ski (1935). Über fünf Jahre in den 1930er Jahren betrieb das Department einen Skipark, etwa 87 km von der Stadt entfernt.

Das Gebiet um den Snoqualmie Pass besteht aus Berghütten, die saisonal hauptsächlich von Einwohnern der Metropolregion Seattle bewohnt werden; etwa 150 Menschen sind ganzjährig anwesend. Wintersport ist die Hauptbetätigung, aber die Erholung an der frischen Luft ist ganzjährig möglich.
Der Pacific Crest Trail quert den Snoqualmie Pass und eine Reihe anderer Trails sind ebenso zum Wandern und Klettern im Sommer geeignet, während im Winter Cross-Country-Skifahrer und Schneeschuh-Läufer auf ihre Kosten kommen.
Der Snoqualmie Pass ist auch der Ort der Summit at Snoqualmie, einer Gruppe von Alpinski-Gebieten, die von den Boyne USA Resorts gemanagt werden. Der Summit besteht aus vier Skigebieten: Alpental, Summit West (früher: Snoqualmie Summit), Summit Central (früher: Ski Acres) und Summit East (früher: Hyak). Das Summit at Snoqualmie ist das Seattle am nächsten gelegene Skigebiet.
Schneemobil-Fahren ist östlich des Passes im Winter ebenfalls sehr beliebt. Im Sommer und Herbst können auch Gleitschirmflieger und Hängegleiter beobachtet werden, wie sie über das Tal entlang der Berge fliegen und am Keechelus Lake landen.

## Geschichte
Der Snoqualmie Pass war den Indianern der Region wohlbekannt. Die Trapper und Händler der Hudson’s Bay Company waren im frühen 19. Jahrhundert im Snoqualmie Valley und im Yakima Valley sehr aktiv. Sie kannten wohl den Snoqualmie Pass, aber Informationen darüber, ob und wie sie ihn nutzten, sind sehr vage. Eine mögliche frühe Nutzung des Passes war die von A. C. Anderson, der 1841 Vieh über die Kaskadenkette über einen Pass, den er „Sinahomish Pass“ nannte, trieb.
George B. McClellan und sein Leutnant Abiel W. Tinkham erkundeten 1853 und 1854 die Region um den Snoqualmie Pass. Ihr Ziel war es, einen besser für die Eisenbahn geeigneten Pass zu finden als den Naches Pass, wo der Naches Trail die Kaskadenkette quert. Sie kamen von der Ostseite der Berge und erreichten die Gegend um den Yakima Pass. Tinkham setzte seine Suche die Westseite hinunter über den Cedar River hinweg fort. McClellan entschied, den Snoqualmie Pass aufgrund der ungünstigen Berichte der Indianer nicht selbst zu untersuchen.
Major J.H.H. Van Bokkelen, damals bei den Milizen der Washington Territory Volunteers, überquerte 1856 den Snoqualmie Pass auf einer Erkundungs-Mission. Mehrere große Trecks von Packtieren wurden 1858 zusammengestellt, um die Minen östlich der Kaskaden zu erkunden, und überquerten den Pass. Eine Reihe von Bürgern aus Seattle, unter ihnen Arthur A. Denny, erkundeten 1865 den Cedar River, den Snoqualmie Pass und den Naches Pass. Sie berichteten, dass die Route über den Snoqualmie Pass eine bessere Wahl für eine Straße sei als der alte Indianer-Trail über den Yakima Pass. Bis 1867 wurde eine zollpflichtige Straße über den Snoqualmie Pass gebaut. Obwohl als für Wagen geeignet eingeschätzt, war die Straße über Jahre nur für Packtiere und Vieh benutzbar.
Die Chicago, Milwaukee, St. Paul and Pacific Railroad (die „Milwaukee Road“) stellte 1909 eine Linie über den Snoqualmie Pass fertig, die ein Teil ihrer Expansion in Richtung Pazifik darstellte. Diese Strecke wurde bald danach – 1914 – durch den 3,6 km langen Snoqualmie Tunnel ersetzt, von Hyak genau westwärts nach Rockdale auf einer geschätzten Höhen von 790 Metern, mehr als 120 m unter dem Pass. Die Bahnstrecke wurde 1980 stillgelegt und der Tunnel ist gegenwärtig Teil eines Multifunktions-Trails für Radfahrer und Wanderer; er ist Teil des Iron Horse State Park. Während des Tunnelbaus wurde eine bessere Wagenstraße über den Pass gebaut. Nahe der Original-Bahnstrecke wurde 1915 der Sunset Highway über den Pass eröffnet.
Die Straße über den Pass wurde 1927 als U.S. Highway 10 deklariert; 1931 wurde die Straße zum ersten Mal den ganzen Winter offengehalten. Bis 1933 wurde der erste Skihang am Snoqualmie Pass hergerichtet. Der Highway wurde 1934 befestigt.
Der Bau des Ersatzes für die U.S. 10, die Interstate 90, begann 1969.
Seit 1991 hat der Mountains to Sound Greenway Trust den Schutz des malerischen Tals, das die I-90 über den Snoqualmie Pass quert, übernommen.